# Mezoamerika
Mezoamerika je zgodovinska regija, ki se razprostira od današnje centralne Mehike, Belizeja, Gvatemale, Salvadorja, Hondurasa in Nikaragve do današnje severovzhodne Kostarike. V tej regiji se je v obdobju od 3000 let pred odkritjem Amerike razvil niz medsebojno povezanih kultur in civilizacij.
Vsem tem kulturam in civilizacijam je skupno poljedelstvo na osnovi vzgoje koruze in drugih rastlin in pričetek stalne naselitve (gradnja naselbin, mest), za obutev so imeli sandale, njihova vera je bila politeistična, njena osnova pa sta bila bog sonca in dežja (Tlaloc azteški bog dežja), poznali so numerični sistem na osnovi števila 20, gradili so piramide in ritualne igre z žogo.
Te civilizacije so bile Nahua (Azteki, Tolteki in Tlaxcalteci), Boruca, Chichimecs Huaxtecs, Huichol, Maji (Lacandon), Mayangna, Mazatec, Mixe, Misteki, Olmeki, Otomi, Purepecha, Totonac in Zapoteki.

## Definicije
Mezoamerika je arheološko kulturno območje v Srednji Ameriki, kjer so pred Kolumbom oziroma pred špansko kolonizacijo cvetele številne države.
Mezoameriško jezikovno območje povezuje jezik, ki opisuje številne jezike Srednje Amerike, s skupnimi skladenjskimi, leksikalnimi značilnostmi, izgovarjavo in etno-jezikovnimi lastnostmi. V to skupino sodijo majevski jezik, mixe-zoqueški, Totonac-Tepehua in Uto-azteški jeziki.
Mezoamerika je v skladu z merili OECD, multi-nacionalna, geo-ekonomska regija v Srednji Ameriki, držav Belize, Kostarika, El Salvador, Gvatemala, Honduras, Nikaragva in Panama, kot tudi devet jugovzhodnih mehiških zveznih držav (Campeche, Chiapas, Guerrero, Oaxaca, Puebla, Quintana Roo, Tabasco, Veracruz in Jukatan).

## Zgodovina

### Prazgodovina
20.000 let pr. n. št. oziroma proti koncu zadnje ledene dobe so prvi ljudje začeli naseljevati mezoameriški prostor. Prišli so iz Azije čez kopno ožino pri današnjem Beringovem prelivu, ki je v tistem času, zaradi nižje morske gladine, povezovala kontinenta. Prvi lovci na mamuta so se pojavili 10.000 let pred našim štetjem. Najstarejše arheološke najdbe iz Jukatana so stare 9000 let pr. n. št., najdbe v Los Tapiales (Gvatemala) so iz okoli 8000 pr. n. št.
Okoli 7000 let pr. n. št. se je začelo pojavljati poljedelstvo, okoli 5000 let pr. n. št. so začeli gojiti koruzo in fižol. 

### Stari vek
Stalno poseljena naselja so verjetno stara okoli 3500 let pr. n. št. V večjem obsegu najdeni ostanki so le iz okoli 2500 pr. n. št. V naseljenih krajih so ustvarjali in razvili lončarstvo in tkanje.

### Zgodnja Predklasika
1500 let pr. n. št. je bil čas ko je gojenje koruze glavno živilo za preživetje ljudstev Mezoamerike. Za orodje so uporabljali obsidian, na pacifiški obali je bila najdena Ocos keramika. Okoli leta 1200 pr. n. št. se pojavi Olmeška kultura. Oblikovanje zlata je dokazano od 850 let pr. n. št.

### Srednja Predklasika
Zapoteška kultura se pojavi okoli leta 600 pr. n. št. v Monte Albán v bližini današnje Oaxace. 500 let pr. n. št. je bila uničena La Venta, Olmeška kultura propade.

### Pozna Predklasika
Okoli leta 400 pr. n. št. se je ob mehiški obali Pacifika pojavila Izapa kultura. Prvi podatki iz stel kulture Majev datirajo okoli leta 125 pr. n. št. Najzgodnejši datum dolgega štetja (stela št. 1 iz El Baula (Gvatemala)) je iz leta 36 našega štetja. Leta 100 začnejo graditi prve piramide v Teotihuacánu.

### Klasika
V leto 200 datirajo gradnjo piramide Sonca v Teotihuacánu, piramido Lune pa v leto 250. V tem času so Maji ustanovili veliko mesto Tikal, Palenque, Copán in Yaxchilán. Leta 292 so našli stelo dolgega štetja v Tikalu. Do leta 300 je Teotihuacán dosegel višek razvoja.

### Srednja Kasika
Čas okoli leta 500 je kazal razcvet Zapoteške kulture. leta 540 je bilo ustanovljeno majevsko mesto Bonampak. Vojna med Tikalom in Calakmulom je potekala leta 550. Teotihuacán propade do leta 600.

### Pozna Klasika
Leto 799 propade Palenque, Copan leta 822. Konec obdobja Tikala je leto 879, Uxmala in Tonina leto 909.

### Zgodnja Poklasika
Tula je bila ustanovljena leta 950. leta 987 se Quetzalcoatl ((izg. kecalkóatl) širi iz Tule. V istem letu je bila Chichen Itza (izg. čičén icá) osvojena. Mayapan je bil ustanovljen leta 1007. OD leta 1140 so Azteki naselili Mehiško Dolino. Z uničenjem Tule leta 1168 propadejo Chichimeci.
Značilnosti večjih središč pričajo o vse bolj kompleksni politični ureditvi. Poleg arhitekture, ki postaja monumentalna in raznolika, se razvija rokodelstvo, umetnost, trgovina in pisava. Nekako se organizirajo države.

### Pozna Poklasika
Maji leta 1221 ustanovijo Chichen Itzo, Uxmal, Mayapan in Liga Mayapan. Tenochtitlán je bil ustanovljen leta 1335. Misteki se leta 1350 preselijo v Monte Alban. Tenochtitlán, Texcoco in Tlacopan oblikujejo trojno zavezništvo leta 1428. Upor leta 1441 uniči Ligo Mayapan. Itzá uničijo Chichén Itzo, tudi Mayapan propade. Na slovesnem odprtju Templo Mayor v Tenochtitlanu leta 1487 je bilo več kot 20.000 ljudi žrtvovanih v štirih dneh. Leta 1511 Španci pristanejo na obali polotoka Jukatan, prvi stik Evropejcev pod vodstvom Juana de Grijalva z Azteki je potekal leta 1517. 1521 Hernán Cortés osvoji Tenochtitlan. 1524 je se je začel poskus kolonizacije Yucatána. leta 1697 je bil uničen Tayasal na Yucatánu.
| Obdobje             | Časovnica                    | Pomembne kulture, mesta |
| ------------------- | ---------------------------- | --- |
| Prazgodovina        | 10,000–3500 pr. n. št.       | Honduras, Guatemala, Belize, obsidian in pirit, Iztapan, |
| Stari vek           | 3500–1800 pr. n. št.         | poljedelska naselja, Tehuacán |
| Predklasika         | 2000 pr. n. št. – 250 n. št. | Neznane kulture in La Blanca in Ujuxte, kultura Monte Alto |
| Zgodnja Predklasika | 2000–1000 pr. n. št.         | območje Olmekov: San Lorenzo Tenochtitlan; centralna Mehika: Chalcatzingo; dolina Oaxaca: San José Mogote. Območej Majev: Nakbe, Cerros                                                                                                 |
| Srednja Predklasika | 1000–400 pr. n. št.          | območje Olmekov: La Venta, Tres Zapotes; območje Majev: El Mirador, Izapa, Lamanai, Xunantunich, Naj Tunich, Takalik Abaj, Kaminaljuyú, Uaxactun; dolina Oaxace: Monte Albán                                                            |
| Pozna Predklasika   | 400 pr. n. št. – 200 n. št.  | območje Majev: Uaxactun, Tikal, Edzná, Cival, San Bartolo, Altar de Sacrificios, Piedras Negras, Ceibal, Rio Azul; centralna Mehik: Teotihuacan; obala Mehiškega zaliva: Epi-Olmeška kultura; zahodna Mehika: kultura grobnic           |
| Klasika             | 200–900 n. št                | klasični majevska mesta, Teotihuacan, Zapoteki |
| Zgodnja klasika     | 200–600 n. št.               | območje Majev: Calakmul, Caracol, Chunchucmil, Copán, Naranjo, Palenque, Quiriguá, Tikal, Uaxactun, Yaxha; centralna Mehika: ozemlje Teotihuacana; kultura Zapotekov; zahodna Mehika: tradicija Teuchitlan                              |
| Srednja klasika     | 600–900 n. št.               | območje Majev: Uxmal, Toniná, Cobá, Waka', Pusilhá, Xultún, Dos Pilas, Cancuen, Aguateca, Yaxchilan; centralna Mehika: Xochicalco, Cacaxtla; obala Mehiškega zaliva: El Tajín in kultura Veracruz; zahodna Mehika: tradicija Teuchitlan |
| Pozna klasika       | 800–900/1000 n. št.          | območje Majev: Puuc – Uxmal, Labna, Sayil, Kabah |
| Poklasika           | 900–1519 n. št.              | Azteki, država Tarascans, Misteki, Totonac, ljudstvo Pipil, Itzá, Ko'woj, kraljestvo Q'umarkaj - K'iche', ljudstvo Kaqchikel, jezik Poqomam, ljudstvo Mam                                                                               |
| Zgodnja poklasika   | 900–1200 n. št.              | Cholula, Tula, Mitla, El Tajín, Tulum, Topoxte, Kaminaljuyú, Joya de Cerén |
| Pozna poklasika     | 1200–1519 n. št.             | Tenochtitlan, Cempoala, Tzintzuntzan, Mayapán, Ti'ho, Utatlán, Iximche, Mixco Viejo, Zaculeu |
| Po kolonizaciji     | do leta 1697                 | Centralni Peten: Tayasal, Zacpeten |

## Geološki in meteorološki vplivi na kulture v regiji
Nastanek različnih kultur je bila med drugim odvisna od topografskih razlik. Ločimo tri višinska območja: Tierra caliente (do 800 m), Tierra templada (800-2000 m) in Tierra Fria (nad 2000 m). Položaj med oceanoma je povzročal deževno sezono v poletnem in jesenskem času in suho sezono pozimi in spomladi. Poleg tega so se letni časi selili proti severu. Ta raznovrstnost v krajini v zaprtem prostoru je nudila zelo dobre pogoje za specializacijo, delitev dela in trgovinsko izmenjavo.

## Splošne značilnosti
Okoli 6000 let pred našim štetjem so lovci in nabiralci, ki so živeli v višavju in nižinah Mezoamerike, začeli razvijati poljedelstvo, predvsem gojenje buč in paprike. Najzgodnejši primer koruze prihaja iz jame Guilá Naquitz v Oaxaci, najdba sega do okoli 4000 let pred našim štetjem. Koruzo so našli še v jami Los Ladrones v Panami, okoli 5500 pr.n.št. Nekoliko pozneje so začeli gojiti še druge rastline v napol agrarnih skupnostih po vsej Mezoameriki. Čeprav je bila koruza najpogostejša, so do leta 3500 pr.n.št. že znali gojiti več vrst fižola, jicama (Pachyrhizus erosus - vrsta krompirja), paradižnik in buče. Hkrati so za vlakna iz izdelavo tekstila uporabljali bombaž, juko (Yucca elephantipes) in agave (Agave americana).  Od leta 2000 pred našim štetjem pa do danes je koruza glavni pridelek v regiji. Drevo Ramón (Brosimum alicastrum) je bil občasno nadomestek koruze za proizvodnjo moke. Sadje je bilo pomembno pri dnevni prehrani mezoameriških kultur. Uporabljali so avokado, papajo, guavo, mammea jabolko (Mammea americana), sapote (v nahuatl tzapotl) in anono.
V Mezoameriki je manjkalo živali primernih za udomačitev, predvsem veliki kopitarji - posledica je bilo pomanjkanje vprežnih živali za pomoč pri prevozu. Udomačili pa so raco (Anas platyrhynchos), jelena, psa in purana. Puran je bila prva žival, ki se je pojavila okoli 3500 pred našim štetjem.  Psi so bili glavni vir beljakovin živalskega izvora v starodavni Mezoameriki, pasje kosti so pogosto našli na gnojiščih po celotni regiji.
Z lovom na živali (srnjad, zajec, ptice in različne vrste žuželk) so ljudstva dopolnjevala svojo prehrano. Prav tako so za potrebe luksuza (krzna) lovili divje mačke in nabirali ptičje perje.
Mezoameriške kulture, ki so živele v nižinah in na obalnih ravnicah so v agrarnih skupnostih nastala nekoliko kasneje kot v visokogorju, to pa zaradi dejstva, da je bilo v nižinah obilje plodov in živali, ki so bila za lovca - nabiralca privlačna. Tudi ribolov je bil pomemben ponudnik hrane na nižinskih in obalnih predelih, kar vse je dodatno odvračalo ljudi, da bi se naselili v stalnih skupnostih.
Nekatere surovine, rastline in živali, ki so prevladovale po posameznih regijah so:
- Pacifiška nižina - bombaž in parazitska košeniljka (Dactylopius coccus), ki jo še danes gojijo na opunciji (Opuntia ficus-barbarica)
- Nižina, kjer so živeli Maji in obala Mehiškega zaliva - kakav, vanilija, jaguar (kože), ptice in ptičje perje (zlasti Quetzal - Genus Pharomachrus in različne papige)
- Centralna Mehika - Obsidian (Pachuca)
- Gvatemalsko višavje - Obsidian (San Martin Jilotepeque, El Chayal in Ixtepeque), pirit in žad iz doline reke Motagua
- Obalna območja - sol, suhe ribe, školjke in barvila.

## Arhitektura
Mezoameriška arhitektura je niz arhitekturnih tradicij, ki so nastale v predkolumbovskih kulturah in civilizacijah. To so tradicije, ki so najbolj znane po javnih, obrednih in mestnih monumentalnih zgradbah. Značilnosti mezoameriške arhitekture zajemajo več različnih regionalnih in zgodovinskih slogov, ki pa so med seboj zelo povezani. Ti slogi so se razvijali skozi različne faze mezoameriške zgodovine kot posledica intenzivne kulturne izmenjave med različnimi kulturami skozi tisoče let. Mezoameriška arhitektura je predvsem znana po piramidah, ki so največje take strukture (izven starega Egipta in imperija Chola-Indija).
Ena od zanimivih in široko raziskanih tem je odnos med astronomijo, religijo, geografijo in arhitekturo. Velikokrat je moč sklepati, da so bile mnoge poteze mezoameriške arhitekture urejene na podlagi verskih in mitoloških idej. Vrsta predšpanskih
templjev je orientiranih proti izpostavljenim hribom v njihovi okolici in so te orientacije večinoma tudi astronomsko opisljive. Očitno so morala biti mesta za izgradnjo ceremonialnih stavb skrbno izbrana, najbrž na osnovi določenih načel geomantike, v katerih so bili vključeni astronomsko-koledarski razlogi, verovanja v zvezi z lokalnimi značilnostmi narave in še čim. Čeprav znanstveniki še vedno ne razumejo dobro, kako je v resnici funkcionirala celotna kombinacija teh pravil, je vendar nesporno dejstvo, da so imele gore izredno važno vlogo v predšpanskih verovanjih Mezoamerike, zlasti v zvezi z dežjem in rodovitnostjo, to pa je med indijanskimi skupnostmi še danes zelo živo.
Poseben del mezoameriške arhitekture je njena ikonografija. Monumentalna arhitektura je bila okrašena s podobami verskega in kulturnega pomena in često s pisavo. Ikonografska dekoracija in pisava na zgradbah pomembno prispevajo k trenutnemu poznavanju mezoameriške družbe, zgodovine in religije.

## Politična organiziranost
Ceremonialni centri so bili jedro mezoameriških naselij. Templji so bili prostorsko orientirani tako, da so v okolico sporočali namen. Mesta s svojimi trgovskimi in verskimi središči so bila vedno politični subjekti, nekoliko podobna evropskim mestnim državicam in ljudje so se identificirali z mestom, v katerem so živeli. 
Slavnostni centri so bili vedno zgrajeni na vidnem mestu. Piramide so izstopale iz okolice in tako zastopale svoje bogove in njihove pristojnosti. Druga značilnost slavnostnih centrov so zgodovinske plasti. Vse slavnostne zgradbe so bile zgrajene v več fazah ena na vrhu druge, do točke, kot jih vidimo danes in je bila verjetno zadnja faza. Stele so pogosti javni spomeniki v Mezoameriki in so služile zapisu v spomin na uspehe vladarjev, prireditve in datume, povezane z vladarji in plemstvom.